# Ceratopogon unguis
Ceratopogon unguis är en tvåvingeart som först beskrevs av Tokunaga 1940.  Ceratopogon unguis ingår i släktet Ceratopogon och familjen svidknott. Inga underarter finns listade i Catalogue of Life.